# IC 141
IC 141 је спирална галаксија у сазвјежђу Кит која се налази на листи објеката дубоког неба у Индекс каталогу.
Деклинација објекта је - 14° 48' 53" а ректасцензија 1h 32m 51,7s. Привидна величина (магнитуда) објекта IC 141 износи 13,6 а фотографска магнитуда 14,4. IC 141 је још познат и под ознакама MCG -3-5-4, IRAS 01304-1504, PGC 5765.